# Hertha Berliner Sport-Club 2015-2016
Questa voce raccoglie le informazioni riguardanti lo Hertha Berliner Sport-Club nelle competizioni ufficiali della stagione 2015-2016.

## Stagione
Nella stagione 2015-2016 l'Hertha Berlino, allenato da Pál Dárdai, concluse il campionato di Bundesliga al 7º posto. In coppa di Germania l'Hertha Berlino fu eliminato in semifinale dal Borussia Dortmund.

## Rosa
| N. |                        | Ruolo | Calciatore             |
| -- | ---------------------- | ----- | ---------------------- |
| 30 | Germania (bandiera)    | P     | Sascha Burchert        |
| 22 | Norvegia (bandiera)    | P     | Rune Jarstein          |
| 29 | Germania (bandiera)    | P     | Nils Körber            |
| 1  | Germania (bandiera)    | P     | Thomas Kraft           |
| 38 | Germania (bandiera)    | D     | Nico Beyer             |
| 25 | Stati Uniti (bandiera) | D     | John Anthony Brooks    |
| 15 | Germania (bandiera)    | D     | Sebastian Langkamp     |
| 34 | Germania (bandiera)    | D     | Maximilian Mittelstädt |
| 2  | Slovacchia (bandiera)  | D     | Peter Pekarík          |
| 21 | Germania (bandiera)    | D     | Marvin Plattenhardt    |
| 5  | Germania (bandiera)    | D     | Niklas Stark           |
| 23 | Germania (bandiera)    | D     | Johannes van den Bergh |
| 9  | Germania (bandiera)    | C     | Alexander Baumjohann   |
| 17 | Turchia (bandiera)     | C     | Tolga Ciğerci          |
| 6  | Rep. Ceca (bandiera)   | C     | Vladimír Darida        |

| N. |                                 | Ruolo | Calciatore           |
| -- | ------------------------------- | ----- | -------------------- |
| 24 | Giappone (bandiera)             | C     | Genki Haraguchi      |
| 13 | Germania (bandiera)             | C     | Jens Hegeler         |
| 32 | Germania (bandiera)             | C     | Shawn Kauter         |
| 31 | Germania (bandiera)             | C     | Florian Kohls        |
| 28 | Svizzera (bandiera)             | C     | Fabian Lustenberger  |
| 12 | Brasile (bandiera)              | C     | Ronny                |
| 3  | Norvegia (bandiera)             | C     | Per Ciljan Skjelbred |
| 14 | Svizzera (bandiera)             | C     | Valentin Stocker     |
| 20 | Germania (bandiera)             | C     | Mitchell Weiser      |
| 11 | Tunisia (bandiera)              | A     | Sami Allagui         |
| 27 | Paesi Bassi (bandiera)          | A     | Roy Beerens          |
| 19 | Bosnia ed Erzegovina (bandiera) | A     | Vedad Ibišević       |
| 8  | Costa d'Avorio (bandiera)       | A     | Salomon Kalou        |
| 18 | Germania (bandiera)             | A     | Sinan Kurt           |
| 16 | Germania (bandiera)             | A     | Julian Schieber      |

## Organigramma societario
Area tecnica
- Allenatore: Pál Dárdai
- Allenatore in seconda: Admir Hamzagić, Rainer Widmayer
- Preparatore dei portieri: Zsolt Petry
- Preparatori atletici: Henrik Kuchno, Hendrik Vieth, David de Mel

## Risultati

### Bundesliga

#### Girone di andata
| Arbitro: | Welz |

|  |           |                  |
|  | Marcatori | 47’ (rig.) Kalou |

| Arbitro: | Stegemann |

|            |           |          |
| Stocker 5’ | Marcatori | 26’ Ujah |

| Arbitro: | Winkmann |

|                                      |           |           |
| Hummels 27’ Aubameyang 51’ Ramos 90’ | Marcatori | 78’ Kalou |

| Arbitro: | Stieler |

|                                |           |            |
| Haraguchi 14’ Lustenberger 45’ | Marcatori | 36’ Šunjić |

| Arbitro: | Perl |

|                      |           |  |
| Dost 76’, 88’ (rig.) | Marcatori |  |

| Arbitro: | Meyer |

|                   |           |  |
| Ibišević 43’, 90’ | Marcatori |  |

| Arbitro: | Brand |

|           |           |            |
| Meier 22’ | Marcatori | 82’ Darida |

| Arbitro: | Brych |

|                             |           |  |
| Kalou 17’ Ibišević 76’, 78’ | Marcatori |  |

| Arbitro: | Fritz |

|                       |           |           |
| Höwedes 27’ Meyer 90’ | Marcatori | 73’ Kalou |

| Arbitro: | Stegemann |

|  |           |            |
|  | Marcatori | 11’ Weiser |

| Arbitro: | Sippel |

|                       |           |                                                      |
| Baumjohann 82’ (rig.) | Marcatori | 26’ Wendt 28’ Raffael 54’ (rig.) Xhaka 90’ Nordtveit |

| Arbitro: | Dingert |

|                     |           |                            |
| Kiyotake 70’ (rig.) | Marcatori | 33’, 60’, 87’ (rig.) Kalou |

| Arbitro: | Winkmann |

|                     |           |  |
| Polanski 30’ (aut.) | Marcatori |  |

| Arbitro: | Drees |

|                      |           |  |
| Müller 34’ Coman 41’ | Marcatori |  |

| Arbitro: | Hartmann |

|                      |           |               |
| Darida 7’ Brooks 60’ | Marcatori | 29’ Hernández |

| Arbitro: | Perl |

|  |           |                                              |
|  | Marcatori | 12’, 50’ Ibišević 26’ Plattenhardt 77’ Kalou |

| Arbitro: | Sippel |

|                      |           |  |
| Darida 34’ Kalou 54’ | Marcatori |  |

#### Girone di ritorno
| Berlino 23 gennaio 2016, ore 15:30 CET 18ª giornata | Hertha Berlino | 0 – 0 referto | Augusta | Olympiastadion (35 196 spett.)\| Arbitro: \| Stieler \| |
| Arbitro:                                            | Stieler        |               |         |                                                         |

| Arbitro: | Dankert |

|                                     |           |                                       |
| Bartels 67’ Pizarro 75’ (rig.), 77’ | Marcatori | 29’ Darida 41’ Plattenhardt 71’ Kalou |

| Berlino 6 febbraio 2016, ore 15:30 CET 20ª giornata | Hertha Berlino | 0 – 0 referto | Borussia Dortmund | Olympiastadion (74 244 spett.)\| Arbitro: \| Fritz \| |
| Arbitro:                                            | Fritz          |               |                   |                                                       |

| Arbitro: | Dingert |

|                    |           |  |
| Die 51’ Kostić 84’ | Marcatori |  |

| Arbitro: | Stegemann |

|           |           |             |
| Kalou 60’ | Marcatori | 53’ Schäfer |

| Arbitro: | Stieler |

|  |           |              |
|  | Marcatori | 43’ Ibišević |

| Arbitro: | Kircher |

|                      |           |  |
| Weiser 63’ Kalou 78’ | Marcatori |  |

| Arbitro: | Brych |

|                 |           |  |
| Müller 58’, 75’ | Marcatori |  |

| Arbitro: | Welz |

|                        |           |  |
| Ibišević 42’ Stark 65’ | Marcatori |  |

| Arbitro: | Ittrich |

|                         |           |                |
| Haraguchi 54’ Kalou 69’ | Marcatori | 75’ Hinterseer |

| Arbitro: | Stegemann |

|                                                  |           |  |
| Hazard 14’, 80’ Hahn 60’ Herrmann 76’ Traoré 85’ | Marcatori |  |

| Arbitro: | Brand |

|                       |           |                              |
| Ibišević 3’ Kalou 72’ | Marcatori | 18’ Sobiech 58’ Schmiedebach |

| Arbitro: | Winkmann |

|                   |           |           |
| Schär 33’ Uth 85’ | Marcatori | 26’ Stark |

| Arbitro: | Fritz |

|  |           |                     |
|  | Marcatori | 48’ Vidal 79’ Costa |

| Arbitro: | Stieler |

|                      |           |              |
| Brandt 2’ Bender 16’ | Marcatori | 21’ Ibišević |

| Arbitro: | Brych |

|            |           |                        |
| Darida 14’ | Marcatori | 24’ Gondorf 82’ Wagner |

| Magonza 14 maggio 2016, ore 15:30 CEST 34ª giornata | Magonza   | 0 – 0 referto | Hertha Berlino | Coface Arena (33 800 spett.)\| Arbitro: \| Stegemann \| |
| Arbitro:                                            | Stegemann |               |                |                                                         |

### Coppa di Germania
| Arbitro: | Brand |

|  |           |                      |
|  | Marcatori | 73’ Kalou 88’ Darida |

| Arbitro: | Ittrich |

|            |           |                       |
| Golley 47’ | Marcatori | 56’, 99’ (rig.) Kalou |

| Arbitro: | Stieler |

|  |           |                       |
|  | Marcatori | 32’ Darida 65’ Brooks |

| Arbitro: | Aytekin |

|                                  |           |                                 |
| Feick 10’ Schnatterer 82’ (rig.) | Marcatori | 14’, 21’ Ibišević 58’ Haraguchi |

| Arbitro: | Aytekin |

|  |           |                                    |
|  | Marcatori | 21’ Castro 75’ Reus 83’ Mxit'aryan |

## Statistiche

### Statistiche di squadra
| Competizione      | Punti | In casa | In casa | In casa | In casa | In casa | In casa | In trasferta | In trasferta | In trasferta | In trasferta | In trasferta | In trasferta | Totale | Totale | Totale | Totale | Totale | Totale | DR |
| Competizione      | Punti | G       | V       | N       | P       | Gf      | Gs      | G            | V            | N            | P            | Gf           | Gs           | G      | V      | N      | P      | Gf     | Gs     | DR |
| ----------------- | ----- | ------- | ------- | ------- | ------- | ------- | ------- | ------------ | ------------ | ------------ | ------------ | ------------ | ------------ | ------ | ------ | ------ | ------ | ------ | ------ | -- |
| Bundesliga        | 50    | 17      | 9       | 5       | 3       | 24      | 15      | 17           | 5            | 3            | 9            | 18           | 27           | 34     | 14     | 8      | 12     | 42     | 42     | 0  |
| Coppa di Germania | -     | 1       | 0       | 0       | 1       | 0       | 3       | 4            | 4            | 0            | 0            | 9            | 3            | 5      | 4      | 0      | 1      | 9      | 6      | +3 |
| Totale            | -     | 18      | 9       | 5       | 4       | 24      | 18      | 21           | 9            | 3            | 9            | 27           | 30           | 39     | 18     | 8      | 13     | 51     | 48     | +3 |

### Andamento in campionato
| Giornata  | 1 | 2 | 3  | 4 | 5  | 6 | 7 | 8 | 9 | 10 | 11 | 12 | 13 | 14 | 15 | 16 | 17 | 18 | 19 | 20 | 21 | 22 | 23 | 24 | 25 | 26 | 27 | 28 | 29 | 30 | 31 | 32 | 33 | 34 |
| --------- | - | - | -- | - | -- | - | - | - | - | -- | -- | -- | -- | -- | -- | -- | -- | -- | -- | -- | -- | -- | -- | -- | -- | -- | -- | -- | -- | -- | -- | -- | -- | -- |
| Luogo     | T | C | T  | C | T  | C | T | C | T | T  | C  | T  | C  | T  | C  | T  | C  | C  | T  | C  | T  | C  | T  | C  | T  | C  | C  | T  | C  | T  | C  | T  | C  | T  |
| Risultato | V | N | P  | V | P  | V | N | V | P | V  | P  | V  | V  | P  | V  | V  | V  | N  | N  | N  | P  | N  | V  | V  | P  | V  | V  | P  | N  | P  | P  | P  | P  | N  |
| Posizione | 7 | 7 | 10 | 7 | 11 | 5 | 6 | 4 | 5 | 5  | 6  | 4  | 4  | 5  | 4  | 3  | 3  | 3  | 3  | 3  | 4  | 3  | 3  | 3  | 3  | 3  | 3  | 3  | 3  | 4  | 4  | 5  | 6  | 7  |

Legenda:

Luogo: C = Casa; T = Trasferta. Risultato: V = Vittoria; N = Pareggio; P = Sconfitta.

### Statistiche dei giocatori
| Giocatore        | Bundesliga | Bundesliga | Bundesliga  | Bundesliga | Coppa di Germania | Coppa di Germania | Coppa di Germania | Coppa di Germania | Totale   | Totale | Totale      | Totale     |
| Giocatore        | Presenze   | Reti       | Ammonizioni | Espulsioni | Presenze          | Reti              | Ammonizioni       | Espulsioni        | Presenze | Reti   | Ammonizioni | Espulsioni |
| ---------------- | ---------- | ---------- | ----------- | ---------- | ----------------- | ----------------- | ----------------- | ----------------- | -------- | ------ | ----------- | ---------- |
| S. Burchert      | -          | -          | -           | -          | -                 | -                 | -                 | -                 | -        | -      | -           | -          |
| R. Jarstein      | 29         | 0          | 2           | 0          | 4                 | 0                 | 0                 | 0                 | 33       | 0      | 2           | 0          |
| N. Körber        | -          | -          | -           | -          | -                 | -                 | -                 | -                 | -        | -      | -           | -          |
| T. Kraft         | 6          | 0          | 0           | 0          | 1                 | 0                 | 0                 | 0                 | 7        | 0      | 0           | 0          |
| N. Beyer         | -          | -          | -           | -          | -                 | -                 | -                 | -                 | -        | -      | -           | -          |
| J. Brooks        | 23         | 1          | 3           | 0          | 4                 | 1                 | 0                 | 0                 | 27       | 2      | 3           | 0          |
| S. Langkamp      | 22         | 0          | 8           | 0          | 4                 | 0                 | 2                 | 0                 | 26       | 0      | 10          | 0          |
| M. Mittelstädt   | 3          | 0          | 0           | 0          | -                 | -                 | -                 | -                 | 3        | 0      | 0           | 0          |
| P. Pekarík       | 12         | 0          | 1           | 0          | 1                 | 0                 | 0                 | 0                 | 13       | 0      | 1           | 0          |
| M. Plattenhardt  | 33         | 2          | 5           | 0          | 4                 | 0                 | 1                 | 1                 | 37       | 2      | 6           | 1          |
| N. Stark         | 21         | 2          | 2           | 1          | 2                 | 0                 | 0                 | 0                 | 23       | 2      | 2           | 1          |
| J. van den Bergh | 13         | 0          | 1           | 0          | 3                 | 0                 | 0                 | 0                 | 16       | 0      | 1           | 0          |
| A. Baumjohann    | 24         | 1          | 0           | 0          | 3                 | 0                 | 0                 | 0                 | 27       | 1      | 0           | 0          |
| T. Ciğerci       | 18         | 0          | 2           | 0          | 1                 | 0                 | 0                 | 0                 | 19       | 0      | 2           | 0          |
| V. Darida        | 31         | 5          | 6           | 0          | 4                 | 2                 | 1                 | 0                 | 35       | 7      | 7           | 0          |
| G. Haraguchi     | 32         | 2          | 4           | 0          | 5                 | 1                 | 0                 | 0                 | 37       | 3      | 4           | 0          |
| J. Hegeler       | 16         | 0          | 1           | 0          | 5                 | 0                 | 0                 | 0                 | 21       | 0      | 1           | 0          |
| S. Kauter        | -          | -          | -           | -          | -                 | -                 | -                 | -                 | -        | -      | -           | -          |
| F. Kohls         | 1          | 0          | 0           | 0          | -                 | -                 | -                 | -                 | 1        | 0      | 0           | 0          |
| F. Lustenberger  | 30         | 1          | 5           | 0          | 4                 | 0                 | 0                 | 0                 | 34       | 1      | 5           | 0          |
| Ronny            | 1          | 0          | 0           | 0          | -                 | -                 | -                 | -                 | 1        | 0      | 0           | 0          |
| P. Skjelbred     | 31         | 0          | 9           | 0          | 5                 | 0                 | 3                 | 0                 | 36       | 0      | 12          | 0          |
| V. Stocker       | 22         | 1          | 2           | 0          | 2                 | 0                 | 0                 | 0                 | 24       | 1      | 2           | 0          |
| M. Weiser        | 29         | 2          | 7           | 0          | 4                 | 0                 | 0                 | 0                 | 33       | 2      | 7           | 0          |
| S. Allagui       | -          | -          | -           | -          | -                 | -                 | -                 | -                 | -        | -      | -           | -          |
| R. Beerens       | 2          | 0          | 0           | 1          | 1                 | 0                 | 0                 | 0                 | 3        | 0      | 0           | 1          |
| V. Ibišević      | 26         | 10         | 5           | 1          | 4                 | 2                 | 0                 | 0                 | 30       | 12     | 5           | 1          |
| S. Kalou         | 32         | 14         | 2           | 0          | 5                 | 3                 | 0                 | 0                 | 37       | 17     | 2           | 0          |
| S. Kurt          | -          | -          | -           | -          | -                 | -                 | -                 | -                 | -        | -      | -           | -          |
| J. Schieber      | 6          | 0          | 1           | 0          | 1                 | 0                 | 0                 | 0                 | 7        | 0      | 1           | 0          |
| Y. Regäsel       | 6          | 0          | 0           | 0          | -                 | -                 | -                 | -                 | 6        | 0      | 0           | 0          |
| N. Schulz        | 1          | 0          | 0           | 0          | 1                 | 0                 | 0                 | 0                 | 2        | 0      | 0           | 0          |